# Siekieromłot
Siekieromłot – narzędzie pełniące jednocześnie funkcje siekiery i młota.

## Narzędzie prehistoryczne

Herb Essert-Romand.

Siekieromłoty występują licznie wśród narzędzi kamiennych, np. neolityczny siekieromłotek wydobyty spod Kopca Kościuszki, znaleziony podczas budowy drogi do Kolendzian siekieromłot kamienny z dziurą na toporzysko długi na 8,5 cm, szeroki na 4,5 cm, gruby na 4 cm, siekieromloty z diorytu znalezione w Siedliskach i Grębałowie.
Na wzór narzędzi kamiennych odlewano również siekieromłoty miedziane. Do najbardziej znanych należą siekieromłoty typu Szendrő (od Szendrő), którego reprezentantem jest znalezisko z Karłowic Małych. Zabytek ten, charakteryzujący się kształtem pięciobocznym w rzucie prostopadłym i częścią siekierową o zarysie  klinowatym, należy do kategorii typologicznej siekieromłoty (ang. hammer-axes, niem. Hammeräxte, słow. sekeromlaty), jednak polscy badacze częściej stosują określenie „topory”. Siekieromłot w Karłowic Małych jest łączony z kulturą lendzielsko-polgarską lub kulturą pucharów lejkowatych.
Metalowy siekieromłot pojawia się wśród przedmiotów metalowych odnalezionych w Kałdusie.
Według części badaczy te neolityczne narzędzia, ze względu na właściwości miedzi, nie nadawały się do pełnienie funkcji oręża. Ich przeznaczeniem była funkcja reprezentacyjne – były symbolem władzy.
Oprócz siekieromłotów kamiennych (z diorytu, serpentynu, kwarcytu) oraz metalowych spotyka się także prehistoryczne siekieromłoty wykonane z rogu jelenia, m.in. w Tczewie i Uwiśle.

## Broń
Siekieromłoty wymieniane są wśród broni dawnej od czasów prehistorycznych przez starożytność do średniowiecza. Było to zarówno narzędzie funkcjonalnie przeznaczone do walki, jak i broń improwizowana. Ze względu na swój charakter są podobne do innych rodzajów broni obuchowo-siecznej. Zapewne niektóre egzemplarze siekieromłotów są klasyfikowane jako topory czy młoty bojowe itp. Jak wcześniej wspomniano, niektóre siekieromłoty pełniły wyłącznie funkcję broni reprezentacyjnej.

## Współczesność: siekieromłot, młotosiekiera, klinomłot, siekiera rozłupująca
Siekieromłot (merlin), młotosiekiera, klinomłot/młotoklin, siekiera rozłupująca/siekiera do rozłupywania – współcześnie narzędzie przeznaczone do rąbania (rozłupywania) drewna. Granice pomiędzy powyższymi terminami w ofertach poszczególnych firm są bardzo rozmyte.
Młotoklin/klinomłot bywa definiowany jako młot z długim trzonkiem i ostrym obuchem (przypominającym obuch siekiery); służy do rozbijania pieńków drewnianych. Jest on wbijany za pomocą dużego młota o wadze 5 kg lub więcej. Rozrywa drewno wzdłuż słojów.
Niekiedy wskazuje się różnice między  siekieromłotem (merlinem) a siekierą rozłupującą, jednak nie zawsze owe różnice są widoczne w definicji – łatwiej wskazać elementy wspólne w budowie: proste i długie trzonki, duży kąt ostrzenia (lica), duża masa głowicy – ok. 3-4 i więcej kg; oraz przeznaczeniu: przede wszystkim przygotowywanie drewna na opał (rozłupywanie), a dodatkowo wbijanie kołków w ziemię czy ciosanie drewna.

## Siekieromłot w kulturze współczesnej
Prastary, przepięknej roboty, kamienny Święty Siekieromłot, wiszący na Ołtarzowej Ścianie, broń, a zarazem narzędzie pracy Prastarego Bractwa Kamieniarzy pojawia się w powieści Marty Tomaszewskiej „Królowa Niewidzialnych Jeźdźców”.
Siekieromłot (fr. le merlin) występuje także w herbie Essert-Romand.